# Прозорова Віра Василівна
Віра Василівна Прозорова (нар. 28 лютого 1941, місто Калінін, тепер Твер, Російська Федерація) — українська і радянська діячка, секретар Херсонського обласного комітету КПУ, 1-й секретар Суворовського районного комітету КПУ міста Херсона. 

## Біографія
У 1966 році закінчила інженерно-економічний факультет Ленінградського політехнічного інституту.
У 1966—1977 роках — викладач економіки Херсонського судномеханічного технікуму імені Федора Ушакова. Член КПРС.
У 1977—1984 роках — заступник завідувача ідеологічного відділу, 1-й секретар Суворовського районного комітету КПУ міста Херсона.
У серпні 1984 — листопаді 1990 року — секретар Херсонського обласного комітету КПУ з питань соціально-економічного розвитку.
У 1990—1995 роках — заступник, 1-й заступник начальника управління праці і соціальних питань виконавчого комітету Херсонської обласної ради народних депутатів.
У 1995—1997 роках — голова Херсонського обласного територіального Антимонопольного комітету України.
З 1997 року — на пенсії в місті Херсоні.

## Нагороди та відзнаки
- орден Дружби народів (1986)
- нагрудний знак Антимонопольного комітету України «Знак Пошани» (2001)
- медаль «Ветеран праці» (1997)
- медаль Народної Республіки Болгарія
- Почесна грамота Антимонопольного комітету України (1998)
- Почесні грамоти Херсонської обласної державної адміністрації (1999, 2004, 2006, 2009)
- Державний службовець 5-го рангу